# Мънкимен
„Мънкимен“ (на английски: Monkey Man) е канадско-американски екшън трилър от 2024 г. на режисьора Дев Пател в режисьорския си дебют, който е съсценарист с Пол Ангунавела и Джон Коли. Във филма участват Пател, Шарлто Копли, Питобаш, Випин Шарма, Сикандар Кер, Адити Калкунте, Собита Дхулипала, Ашвини Калсекар, Макаранд Дешпанде, Джатин Малик и Закир Хюсеин. Премиерата на филма се състои в „Саут Бай Саутуест“ на 11 март 2024 г. и излиза по кината в Съединените щати и Канада от „Юнивърсъл Пикчърс“ на 5 април 2024 г. Филмът получава генерално позитивни отзиви от критиката и печели повече 34 млн. долара в световен мащаб срещу бюджет от 10 милиона.

## Актьорски състав
- Дев Пател – Хлапето / Боби / Мънкимен
  - Джатин Малик – Хлапето като малък
- Шарлто Копли – Тигъра
- Питобаш – Алфонсо
- Випин Шарма – Алфа
- Сикандар Кер – Рана Сингх
- Собита Дхулипала – Сита[11]
- Ашвини Калсекар – Кралица Капур
- Адити Калкунте – Нийла
- Макаранд Дешпанде – Баба Шакти
- Закир Хюсеин – маестро на хиджра